# جورج ديفيس (ممثل)
جورج ديفيس (بالإنجليزية: George Davis)‏ مواليد 7 نوفمبر 1889 في أمستردام - الوفاة 19 أبريل 1965 في لوس أنجلوس، هو ممثل أمريكي بدأ مسيرته الفنية سنة 1916. امتدت مسيرته الفنية لأكثر من 47 عاما.

## الأعمال
- اللهب السحري
- السيرك
- الأرملة المرحة
- نينوتشكا

## روابط خارجية
- جورج ديفيس على موقع IMDb (الإنجليزية)
- جورج ديفيس على موقع ألو سيني (الفرنسية)
- جورج ديفيس على موقع أول موفي (الإنجليزية)
- جورج ديفيس على موقع قاعدة بيانات الأفلام السويدية (السويدية)
- جورج ديفيس على موقع قاعدة بيانات الفيلم (الإنجليزية)
- جورج ديفيس على موقع كينوبويسك (الروسية)